# Code OACI des aéroports
| Sigles de 2 caractères   |
| Sigles de 3 caractères   |
| ► Sigles de 4 caractères |
| Sigles de 5 caractères   |
| Sigles de 6 caractères   |
| Sigles de 7 caractères   |
| Sigles de 8 caractères   |

Ne doit pas être confondu avec Code IATA des aéroports.
Le code OACI des aéroports est un code de classement géographique à quatre lettres, attribué à chaque aéroport dans le monde par l’Organisation de l'aviation civile internationale (OACI, soit ICAO en anglais).
Les codes OACI sont utilisés par le contrôle de la circulation aérienne et dans les opérations telles que le plan de vol. Ces codes sont différents des codes IATA, généralement plus visibles du grand public, étant utilisés pour les horaires des lignes aériennes, pour les réservations et pour le marquage des bagages.
Les codes OACI sont également utilisés pour identifier les stations météorologiques, qu’elles soient ou non localisées sur un aéroport et pour les régions d'information de vol (FIR).
Contrairement aux codes IATA, les codes OACI ont une structure géographique :
- la première lettre détermine le continent, ou un regroupement d'États ou provinces (États-Unis, Australie, Chine) ;
- la deuxième désigne le pays dans le continent, ou un regroupement d'aéroports par région ou ordre alphabétique (aux États-Unis, en Australie, en Chine) ;
- les deux dernières sont utilisées pour identifier chaque aéroport.

Ainsi, les préfixes (généralement sur deux caractères) sont indiqués ci-dessous. Les exceptions sont décrites après la liste.

## Liste des codes OACI
- A
- B
- C
- D
- E
- F
- G
- H
- I
- J
- K
- L
- M
- N
- O
- P
- Q
- R
- S
- T
- U
- V
- W
- X
- Y
- Z

## Préfixes,1ercaractère, localisation régionale globale par continent ou grand pays

Carte indiquant les grandes régions OACI et leur désignation : la première lettre du code des aéroports.

Classement alphabétique :
| Code | Région                                   |
| ---- | ---------------------------------------- |
| A    | Océan Pacifique Sud-Ouest et Antarctique |
| B    | Océan Atlantique Nord                    |
| C    | Canada                                   |
| D    | Afrique du Nord Central                  |
| E    | Europe du Nord                           |
| F    | Afrique centrale et australe             |
| G    | Afrique du Nord-Ouest                    |
| H    | Afrique de l’Est                         |
| K    | États-Unis contigus                      |
| L    | Europe du Sud, Israël et Palestine       |
| M    | Amérique centrale et Grandes Antilles    |
| N    | Océan Pacifique Sud-Est                  |

| Code  | Région                                  |
| ----- | --------------------------------------- |
| O     | Moyen-Orient (sauf Israël et Palestine) |
| P     | Océan Pacifique Nord-Est et Alaska      |
| R     | Asie de l'Est (Pacifique Nord-Ouest)    |
| S     | Amérique du Sud                         |
| T     | Petites Antilles et Bermudes            |
| U     | Asie centrale et Russie                 |
| V     | Asie du Sud et Hong Kong et Macao       |
| W     | Asie du Sud-Est (sauf Philippines)      |
| Y     | Australie                               |
| Z     | Asie de l'Est (continentale)            |
| Q     | (usage réservé à la radiotélégraphie)   |
| I J X | (codes non utilisés)                    |

## Préfixes, 2 caractères, localisation régionale plus fine par État ou regroupements d'aéroports
Classement alphabétique par code :
| AF | Terres australes et antarctiques françaises (France) |
| AG | Îles Salomon                                         |

| AN | Nauru                     |
| AY | Papouasie-Nouvelle-Guinée |

| BG | Groenland (Danemark) |

| BI | Islande |

| CU CW | Canada |

| CY CZ | Canada |

| DA | Algérie       |
| DB | Bénin         |
| DF | Burkina Faso  |
| DG | Ghana         |
| DI | Côte d'Ivoire |

| DN | Nigeria |
| DR | Niger   |
| DT | Tunisie |
| DX | Togo    |

| EB | Belgique          |
| ED | Allemagne (civil) |
| EE | Estonie           |
| EF | Finlande          |
| EG | Royaume-Uni       |
| EH | Pays-Bas          |
| EI | Irlande           |
| EK | Danemark          |

| EL | Luxembourg            |
| EN | Norvège               |
| EP | Pologne               |
| ES | Suède                 |
| ET | Allemagne (militaire) |
| EV | Lettonie              |
| EY | Lituanie              |

| FA | Afrique du Sud                                          |
| FB | Botswana                                                |
| FC | République du Congo                                     |
| FD | Eswatini                                                |
| FE | République centrafricaine                               |
| FG | Guinée équatoriale                                      |
| FH | Île de l'Ascension (Royaume-Uni)                        |
| FI | Maurice                                                 |
| FJ | Territoire britannique de l'océan Indien (Royaume-Uni)  |
| FK | Cameroun                                                |
| FL | Zambie                                                  |
| FM | Comores Madagascar Mayotte (France) La Réunion (France) |

| FN | Angola                           |
| FO | Gabon                            |
| FP | Sao Tomé-et-Principe             |
| FQ | Mozambique                       |
| FS | Seychelles                       |
| FT | Tchad                            |
| FV | Zimbabwe                         |
| FW | Malawi                           |
| FX | Lesotho                          |
| FY | Namibie                          |
| FZ | République démocratique du Congo |

| GA | Mali                    |
| GB | Gambie                  |
| GC | Îles Canaries (Espagne) |
| GF | Sierra Leone            |
| GG | Guinée-Bissau           |
| GL | Liberia                 |

| GM | Maroc             |
| GO | Sénégal           |
| GQ | Mauritanie        |
| GS | Sahara occidental |
| GU | Guinée            |
| GV | Cap-Vert          |

| HA | Éthiopie |
| HB | Burundi  |
| HC | Somalie  |
| HE | Égypte   |
| HF | Djibouti |
| HH | Érythrée |

| HK | Kenya    |
| HL | Libye    |
| HR | Rwanda   |
| HS | Soudan   |
| HT | Tanzanie |
| HU | Ouganda  |

| KA KB KC KD KE KF KG KH KI KJ KL KM | États-Unis (continental sauf Alaska) |

| KN KO KP KR KS KT KU KV KW KX KY KZ | États-Unis (continental sauf Alaska) |

| LA | Albanie                                                 |
| LB | Bulgarie                                                |
| LC | Chypre                                                  |
| LD | Croatie                                                 |
| LE | Espagne                                                 |
| LF | France métropolitaine Saint-Pierre-et-Miquelon (France) |
| LG | Grèce                                                   |
| LH | Hongrie                                                 |
| LI | Italie                                                  |
| LJ | Slovénie                                                |
| LK | République tchèque                                      |
| LL | Israël (sauf Palestine)                                 |
| LM | Malte                                                   |
| LN | Monaco                                                  |

| LO | Autriche                                     |
| LP | Portugal Açores (Portugal) Madère (Portugal) |
| LQ | Bosnie-Herzégovine                           |
| LR | Roumanie                                     |
| LS | Suisse                                       |
| LT | Turquie                                      |
| LU | Moldavie                                     |
| LV | Palestine                                    |
| LW | Macédoine du Nord                            |
| LX | Gibraltar (Royaume-Uni)                      |
| LY | Serbie Monténégro                            |
| LZ | Slovaquie                                    |

| MB | Îles Turques-et-Caïques (Royaume-Uni) |
| MD | République dominicaine                |
| MG | Guatemala                             |
| MH | Honduras                              |
| MK | Jamaïque                              |
| MM | Mexique                               |
| MN | Nicaragua                             |
| MP | Panama                                |

| MR | Costa Rica                 |
| MS | Salvador                   |
| MT | Haïti                      |
| MU | Cuba                       |
| MW | Îles Caïmans (Royaume-Uni) |
| MY | Bahamas                    |
| MZ | Belize                     |

| NC | Îles Cook                 |
| NF | Fidji Tonga               |
| NG | Tuvalu                    |
| NI | Niue                      |
| NL | Wallis-et-Futuna (France) |

| NS | Samoa                        |
| NT | Polynésie française (France) |
| NV | Vanuatu                      |
| NW | Nouvelle-Calédonie (France)  |
| NZ | Nouvelle-Zélande             |

| OA | Afghanistan     |
| OB | Bahreïn         |
| OD | Yémen           |
| OE | Arabie saoudite |
| OI | Iran            |
| OJ | Jordanie        |
| OK | Koweït          |
| OL | Liban           |

| OM | Émirats arabes unis |
| OO | Oman                |
| OP | Pakistan            |
| OR | Irak                |
| OS | Syrie               |
| OT | Qatar               |
| OY | Yémen               |

| PA | Alaska (États-Unis) (également PF, PO, PP)            |
| PB | Île Baker (États-Unis)                                |
| PC | Îles Phoenix (Kiribati)                               |
| PG | Îles Mariannes du Nord (États-Unis) Guam (États-Unis) |
| PF | Alaska (États-Unis)                                   |
| PH | Hawaï (États-Unis)                                    |
| PJ | Atoll Johnston (États-Unis)                           |

| PK | Îles Marshall                      |
| PL | Kiribati                           |
| PM | Îles Midway (États-Unis)           |
| PO | Alaska (États-Unis)                |
| PP | Alaska (États-Unis)                |
| PT | États fédérés de Micronésie Palaos |
| PW | Wake ( États-Unis)                 |

| RC | Taïwan (îles du Pacifique) |
| RJ | Japon (également RO)       |
| RK | Corée du Sud               |

| RO | Japon       |
| RP | Philippines |

| SA | Argentine                    |
| SB | Brésil                       |
| SC | Chili                        |
| SE | Équateur                     |
| SF | Îles Malouines (Royaume-Uni) |
| SG | Paraguay                     |
| SK | Colombie                     |

| SL | Bolivie         |
| SM | Suriname        |
| SO | Guyane (France) |
| SP | Pérou           |
| SU | Uruguay         |
| SV | Venezuela       |
| SY | Guyana          |

| TA | Antigua-et-Barbuda                       |
| TB | Barbade                                  |
| TD | Dominique                                |
| TF | Guadeloupe (France) Martinique (France)  |
| TG | Grenade                                  |
| TI | Îles Vierges des États-Unis (États-Unis) |
| TJ | Porto Rico (États-Unis)                  |
| TK | Saint-Christophe-et-Niévès               |

| TL | Sainte-Lucie                                       |
| TN | Antilles néerlandaises (Pays-Bas) Aruba (Pays-Bas) |
| TQ | Anguilla (Royaume-Uni)                             |
| TR | Montserrat (Royaume-Uni)                           |
| TT | Trinité-et-Tobago                                  |
| TU | Îles Vierges britanniques (Royaume-Uni)            |
| TV | Saint-Vincent-et-les-Grenadines                    |
| TX | Bermudes (Royaume-Uni)                             |

| UA    | Kazakhstan Kirghizistan                                   |
| UB    | Azerbaïdjan                                               |
| UD    | Arménie                                                   |
| UE    | Russie (également UH, UI, UL, UM, UN, UO, UR, US, UU, UW) |
| UG    | Géorgie                                                   |
| UI    | Russie                                                    |
| UK    | Ukraine                                                   |
| UL UM | Russie                                                    |

| UM          | Biélorussie                          |
| UN UO UR US | Russie                               |
| UT          | Tadjikistan Turkménistan Ouzbékistan |
| UU UW       | Russie                               |

| VA | Inde (Ouest) (également VE, VI, VO) |
| VC | Sri Lanka                           |
| VD | Cambodge                            |
| VE | Inde (Est)                          |
| VG | Bangladesh                          |
| VH | Hong Kong (Chine)                   |
| VI | Inde (Nord)                         |
| VL | Laos                                |

| VM | Macao (Chine) |
| VN | Népal         |
| VO | Inde (Sud)    |
| VQ | Bhoutan       |
| VR | Maldives      |
| VT | Thaïlande     |
| VV | Viêt Nam      |
| VY | Birmanie      |

| WA | Indonésie (également WI, WQ, WR)          |
| WB | Malaisie (également WM) Brunei Darussalam |
| WI | Papouasie occidentale ( Indonésie)        |
| WM | Malaisie                                  |

| WP | Timor oriental    |
| WQ | Indonésie         |
| WR | Bali ( Indonésie) |
| WS | Singapour         |

| YA YB YC YD YE YF YG YH YI YJ YK | Australie |

| YL YM YN YO YP YQ YR YS YT YW YY | Australie |

| ZB ZG ZH | Chine continentale (également ZL, ZP, ZS, ZU, ZW, ZY) |
| ZK       | Corée du Nord                                         |
| ZL       | Chine continentale                                    |

| ZM             | Mongolie           |
| ZP ZS ZU ZW ZY | Chine continentale |

Notes
Aux États-Unis et au Canada, les aéroports, qui ont un code national à trois lettres, utilisent ce même code préfixé par un « K » ou un « C », respectivement, pour obtenir leur code OACI ; par exemple :
- YYC (Aéroport international de Calgary, Calgary, Alberta) devient CYYC ;
- IAD (Aéroport international de Washington-Dulles, Virginie) devient KIAD.

Ces codes ne doivent pas être confondus avec les indicatifs radio (radio callsigns), même si ces deux pays utilisent des indicatifs à quatre lettres commençant par le même préfixe.
Le 19 avril 2021, Ingenuity a procédé à son premier vol sur Mars depuis Jezero, et en commémoration, le cratère Jezero a reçu le code JZRO. C'est le seul site à avoir J en première lettre.

## Source
- Cet article est partiellement ou en totalité issu de l'article intitulé « Liste des préfixes des codes OACI des aéroports » (voir la liste des auteurs).